# 莫拉吉
莫拉吉，是匈牙利托尔瑙州所辖的一个村，总面积17.62平方公里，总人口730，人口密度41.4人/平方公里（2010年1月1日）。